# 埃納河 (南美洲)
埃納河（西班牙語：Río Ene）是南美洲安第斯山脈東面的秘魯河流，河道全長180.6公里。
埃納河發源自曼塔羅河和阿普里馬克河位於海拔約400米的匯流處（12°15′45″S 73°58′30″W / 12.26250°S 73.97500°W），這也是胡寧大區、庫斯科大區和阿亞庫喬大區接壤的地方。在座標11°09′39″S 74°14′48″W / 11.16083°S 74.24667°W的地方，埃納河流入佩雷內河。